# Колтаров
Колтаров — аал в городском округе город Сорск Республики Хакасия России.
Расположен в 28 км к северо-западу от Сорска (40 км по автодорогам), на реке Большой Улень.
Инфраструктура полностью отсутствует.